# Martin Schrenk
Martin Schrenk (* 17. Juni 1896 in Bubenorbis, heute Gemeinde Mainhardt; † 13. Mai 1934 nahe Dünaburg (Daugavpils, Lettland)) war ein deutscher Luftfahrtingenieur, Flugzeugkonstrukteur und Hochschullehrer.

## Leben
Martin Schrenk nahm als Flieger am Ersten Weltkrieg teil, studierte danach an der Technischen Hochschule Stuttgart und wurde einer der ersten erfolgreichen Segelflieger (C-Prüfung Nr. 9) Er war langjähriger enger Mitarbeiter von Hanns Klemm, der bei der Daimler-Motoren-Gesellschaft am Standort Sindelfingen für die Flugzeugkonstruktion verantwortlich war. Zusammen mit Klemm entwickelte und erprobte Schrenk Segel- und Leichtflugzeuge, unter anderem die Modelle Daimler L15, L17 und L20. Mit einer L15, motorisiert mit einem Harley-Davidson-Fahrradmotor mit 12,5 PS, gelang Schrenk Ende November 1923 von Sindelfingen nach Untertürkheim der erste Überlandflug eines Leichtflugzeuges, einen Monat später folgte ein weiterer Flug – diesmal mit Klemm als Passagier. Am 17. März 1924 flog Martin Schrenk mit Werner von Langsdorff 120 km bei zwei Stunden Flugzeit auf der Strecke Sindelfingen–Bensheim. Im Juni 1925 gewann Schrenk den „Deutschen Rundflug um den BZ-Preis der Lüfte“ auf einer L20 und erhielt 15.000 RM für den 2. Otto-Lilienthal-Preis der Gruppe A und 5000 RM für den Richthofen-Preis.
Als sich die 1926 nach der Fusion mit Benz entstandene Daimler-Benz AG vom Flugzeugbau abwandte, wechselte Martin Schrenk als Versuchsingenieur zur Deutschen Versuchsanstalt für Luftfahrt (DVL) nach Berlin-Adlershof. Im selben Jahr trat er dem Verein Deutscher Ingenieure (VDI) bei. Mit einer Arbeit Über Profilwiderstandsmessung im Fluge nach dem Impulsverfahren wurde er 1927 an der Technischen Hochschule Berlin zum Dr.-Ing. promoviert. Er habilitierte sich im Dezember 1929 und erhielt als wissenschaftlicher Mitarbeiter Wilhelm Hoffs von diesem einen Lehrauftrag für Flugzeugbau an der TH Berlin.
Anfang der 1930er Jahre wurde er Mitglied der Akademischen Fliegergruppe Berlin und konstruierte gemeinsam mit Walter Stender und Gerald Klein das Leichtflugzeug A.B.4 nach einer Ausschreibung des Deutschen Luftfahrtverbands (DLV).
Er kam auf einer am 13. Mai 1934 in Bitterfeld gestarteten Forschungsfahrt gemeinsam mit dem Meteorologen Victor Masuch vom Höhenstrahlungsobservatorium Potsdam ums Leben. Der Gasballon Bartsch von Sigsfeld strandete führerlos nahe Sebesch in der russischen Oblast Pskow.

## Ehrungen
- In Stuttgart-Bad Cannstatt ist der Martin-Schrenk-Weg nach ihm benannt.

## Schriften
- Schrenk, Martin: Über Profilwiderstandsmessung im Fluge nach dem Impulsverfahren.  Oldenbourg, München, 1928.